# Ак-Булунский аильный округ (Ак-Суйский район)
Ак-Булунский аильный округ (аймак) — административная единица в Ак-Суйском районе Иссык-Кульской области Кыргызстана.
Код COATE — 41702 225 805 00 0

## Население
По данным переписи 2022 года, в аильном округе проживало 6 512 человек.
С 2023 года перестал существовать, территория айыльного аймака передана новосозданному айыльному аймаку Хан-Тенири.

## Административное деление
В состав Ак-Булунского аильного округа ныне входят населённые пункты:
- Ак-Булун
- Ак-Булак
- Токтогул
- Тюрген

## Примечание
1. ↑  Государственный классификатор система обозначений объектов административно-территориальных и территориальных единиц Кыргызской республики. Архивная копия от 18 марта 2018 на Wayback Machine — Бишкек: Национальный статистический комитет Кыргызской республики, 2017.
2. ↑  Численность населения областей, районов, городов,поселков городского типа, айылных аймаков и айылов (сел) Кыргызской Республики Архивная копия от 10 ноября 2021 на Wayback Machine (на 2022 год).
3. ↑  Источник. Дата обращения: 14 мая 2024. Архивировано 14 мая 2024 года.